# Donegal
Donegal (irl. Dún na nGall) – miasto w hrabstwie Donegal w Irlandii. Donegal nie jest stolicą hrabstwa (jest nią Lifford), ani największym miastem (jest nim Letterkenny). Usytuowane jest nad zatoką Donegal, u podnóża gór nazywanych Bluestacks.
Miasto Donegal jest znane z tego, że było dawną siedzibą klanu O’Donnell, który odgrywał kluczową rolę w historii Irlandii. Od XV do XVII wieku zaopatrywał on główną opozycję do angielskich kolonizatorów. W mieście znajduje się zamek i ruiny franciszkańskiego opactwa, które datowane są na XV wiek. Historia była inspiracją dla wielu książek i filmów, np. disneyowskiego The Prince of Donegal.